# Okinawaplattan

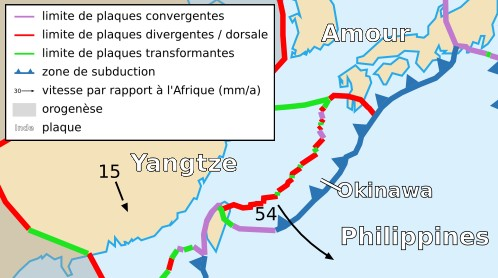
Okinawaplattan med omgivande plattor.

Okinawaplattan är en liten, långsmal litosfärplatta belägen under den Sydjapanska öbågen Ryukyuöarna, av vilka Okinawa är den största.
Okinawaplattans nordostliga kortsida gränsar vid ön Kyushu mot Amurplattan, och dess västliga långsida ner mot sydvästspetsen vid Taiwan gränsar mot Yangtzeplattan. Båda dessa angränsande plattor i norr och väster kan ses som delar av den stora eurasiska kontinentalplattan.
Längs plattans sydostliga långsida löper Ryukyugraven, en djuphavsgrav där Filippinska plattan skjuter ner i en subduktionszon under Okinawaplattan. Då Okinawaplattan dras med ner i denna subduktionszon, rör den sig ifrån Yangtzeplattan med en hastighet av cirka 47 mm/år, vilket skapat en försänkning (back-arc basin) längs nordvästsidan. Det är en pågående process påbörjad åtminstone för 8 miljoner år sedan, i sen miocen.